# Test Amslera

Siatka Amslera

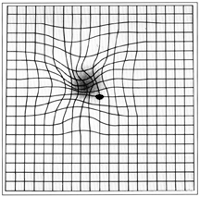
Siatka Amslera widziana przez pacjenta ze zwyrodnieniem plamki żółtej

Test Amslera – test stosowany w okulistyce do oceny widzenia w obrębie dołka środkowego siatkówki. Badanie przeprowadza się dla każdego oka osobno. Test polega na obserwacji z odległości 28 cm siatki Amslera, będącej kwadratem o boku 10 cm podzielonym czarną albo białą siatką linii przecinających się co 0,5 cm. Każdy z utworzonych kwadracików odpowiada kątowi widzenia 1°. W centrum siatki znajduje się punkt, na który kieruje się oś widzenia. 
Przy zmianach obrzękowych w plamce żółtej powstają nieprawidłowości obrazu w postaci mroczków, zniekształceń (metamorfopsja – wyginanie się linii) i zmian wielkości obserwowanych kwadracików (makropsja, mikropsja). 
Test wprowadził szwajcarski okulista Marc Amsler.